# Tiergarten an der Doggenburg
Der Tiergarten an der Doggenburg war ein im Norden der Stadt Stuttgart unterhaltener Tierpark. 
Im Jahr 1876 war auf der Feuerbacher Heide ein vom Kaufmann Adolf Hettich eingerichtete Züchterei von Doggen betrieben worden. Zwei Jahre später erwarb der Restaurateur Wurster das Gelände und unterhielt eine Gastwirtschaft, die von den Stuttgarter Bürgern gern besucht wurde. 
Als Ersatz für den am 1. April 1906 untergegangenen Nillschen Tiergarten richtete Fabrikant Theodor Widmann in Verbindung mit der Restauration „Zur Doggenburg“ einen kleinen Tiergarten an. Diesem wurde nicht nur ein Teil des Tierbestandes, sondern auch des Inventars des Nillschen Tiergartens zugeführt. Der Tiergarten an der Doggenburg war klein, denn auf einem lediglich 40 Ar großen Gelände angelegt. Diesen führte später Gustav Bücheler ohne Zuschüsse von Drittseite. Über einen längeren Zeitraum war der Kleinzoo in seinem Bestand gefährdet. Nach 35 Jahren wurde der Tiergarten im Jahr 1942 geschlossen. Er war damit der vierte in den Jahren zwischen 1817 und 1942 aufgelöste Stuttgarter Zoo. 
Zu den Attraktionen gehörten Zirkuselefanten, Esel und Kamele. Weiterhin wurden Tiger und Löwen gehalten. Mit Hyänen verfolgte man eine Tradition fort, die Gustav Werner Mitte des 19. Jahrhunderts im heutigen Stadtzentrum begründet hatte.